# バービー (映画)
『バービー』（原題：Barbie）は、2023年に公開されたアメリカ合衆国のロマンティック・コメディ映画。
アメリカ合衆国の玩具メーカーマテル社が発売、世界的にヒットした着せ替え人形バービーの実写映画化。監督はグレタ・ガーウィグ、マーゴット・ロビーが主演でバービーを演じる。

## あらすじ
様々なタイプ、職種のバービーとケンたちが暮らすバービーワールド。ある日、主人公のバービー（マーゴット・ロビー）は完璧ではない自分に気づき、別の世界を知る変てこバービーに相談を持ち掛ける。現実世界でバービー人形の持ち主の女の子に会い、その子の問題を解決すれば、完璧な自分に戻れるかもしれないと教わったバービーは、人間が暮らす現実の世界へと自己発見の旅に出ることとなる。バービーに気を寄せるケン（ライアン・ゴスリング）も現実世界への旅に同行する。
バービーは自分の持ち主の女の子サーシャを探し当てるが、彼女からバービー人形がいかに時代遅れなおもちゃであるかを説かれ落胆してしまう。サーシャの母グロリアもまた、加齢による不安感により娘のバービー人形で遊ぶようになっており、その不安がバービーに伝染していたことが分かる。
そのころケンは、現実世界はバービーワールドとは対照的な家父長制であり、男性こそが主権的地位にあり、男性のみに様々な職種やキャリアの選択肢があることを目の当たりにする。バービーワールドに戻ったケンはこれまでバービーたちに除け者にされていた鬱憤を晴らすべく他のケンたちを先導し、男性優位の社会を構築していく。これまで権威ある職種についていたバービーたちは一変、メイド、家事をする妻、ケンのガールフレンドといった役割に変えられてしまう。
バービーワールドに戻ったバービーは、男性優位なワールドをもとに戻すようケンたちを説得しようとするが、相手にされない。1人だけ洗脳を受けなかったアランと共にグロリアとサーシャは変てこバービーの家へ向かう。バービーに実際会うことで生きる自信を取り戻したグロリアが全てのバービーに向けて勇気づけるスピーチを行い、バービーワールドのバービーたちは一致団結する。ケンたち同士に争いを起こさせ、そのすきに権力と地位のすべてをバービーたちが取り戻す。
バービーは他のバービーたちと共にケンたちと和解した後、マテル社でバービー人形の考案者であるルース・ハンドラーの魂と交信する。自分の未来の可能性は、人形を考案したルース本人にすら計り知れないと説かれたバービーは、現実世界へ戻り人間として生きることを決意する。バーバラ・ハンドラーと名乗り人間となったバービーは、グロリア、サーシャに付き添われ婦人科を受診し、物語は終わる。

## キャスト
※括弧内は日本語吹替。
- バービー：マーゴット・ロビー[2][5]（高畑充希[6]） - 主人公。バービーランドに住むブロンドで細身の典型的なバービー。陽気な性格でバービーが女の子にロールモデルを提供しているおかげで現実世界でも性差別がなくなり女性たちが活躍していると信じている。ある時死について考えるようになり、空を軽々と舞えなくなる、シャワーからちゃんと水が出る、かかとが地面に付くなどバービーランドではありえない物理法則に見舞われる事になり、事態の解決の為に人間の世界に向かうがそのギャップに困惑することになる。
- ケン：ライアン・ゴズリング[2][7]（武内駿輔[8]） - バービーランドに住むブロンドで腹筋の割れたバービーのボーイフレンドの典型的なケン。バービーに好意を持つが、彼女からあまり相手にされていない。陽気で快活な性格だったがバービーに付き合って現実世界を訪れた結果、家父長的な価値観に触れてしまいトキシック・マスキュニリニティに覚醒。心の奥に大統領や作家、医者にもなれるバービー達と違い、自分達ケンはボーイフレンドの役割しかない事への不安が存在して悩んでおり、自分を蔑ろにしたバービーに復讐すべく他のケン達を先導し「バービーランド」を「ケンダム」にしようと目論むようになる。
- 変てこバービー：ケイト・マッキノン（朴璐美[8]） - 昔子供に髪を荒らされパンキッシュな髪型になっているバービーで、額にはイタズラ書きの跡がありガニ股気味。バービーランドでは変わり者扱いされ町外れに住んでいるが実は世界の秘密を知っている。ハイヒールを履いて今まで通り過ごすかサンダルを履き世界の真実を探すかの二択をバービーに迫る。
- 大統領バービー：イッサ・レイ（英語版）（斎賀みつき[8]） - バービーランドを治める大統領。
- 医者バービー：ハリ・ネフ（英語版）（きそひろこ） - 定番ケンの治療をしたバービー。
- 売れっ子作家バービー：アレクサンドラ・シップ（沢城みゆき[8]）
- ノーベル物理学賞受賞バービー：エマ・マッキー（坂本真綾[8]）
- 弁護士バービー：シャロン・ルーニー（英語版）（高橋里枝）
- 人魚バービー：デュア・リパ（LiLiCo）
- 外交官バービー：ニコラ・コクラン（英語版）
- 判事バービー：アナ・クルーズ・ケイン（英語版）（恒松あゆみ）
- 記者バービー：リトゥ・アルヤ（英語版）
- 王女バービー：マリサ・アベラ
- ケン：キングズリー・ベン＝アディル（諏訪部順一[8]）
- ケン：シム・リウ（小野大輔[8]） - 典型的なバービーにアプローチをかけているアジア系のケン。典型的なケンを敵視し、彼を牽制しては典型的なバービーに宥められることもしばしば。
- ケン：スコット・エヴァンス（英語版）（置鮎龍太郎[8]）
- ケン：チュティ・ガトゥ（KENN）
- ケンメイド：ジョン・シナ
- アラン：マイケル・セラ（下野紘[8]） - ケンの友達。バービーランドがケンのせいでトキシック・マスキュリニティに染められた時は洗脳されず、バービーランド奪還に協力する。
- ミッジ：エメラルド・フェネル（新井笙子） - バービーの友達。バービーランドに住んでいるが、アラン同様他のバービーランドの住人に見向きもされていない。
- グロリア：アメリカ・フェレーラ（本田貴子[8]） - サーシャの母親。マテル社のデザイナーで上層部からのプレッシャーで死を考えたり憂鬱になるバービーのデザインを提出しようとするなど迷走しており少し情緒不安定気味。実はストレス解消のため娘のバービー人形で遊んでおり、バービーの異変は彼女の精神的ストレスが原因だった。
- サーシャ：アリアナ・グリーンブラット（早見沙織[8]） - バービーの持ち主にあたる現実世界の10代の少女で、人形遊びを卒業しており、思春期で所謂Z世代というもあってか自分に会いに来たバービーに対しては「セクシーだけが売りの頭空っぽの人形で美の基準を押し付けている」「女性の社会進出を50年ほど遅らせた」と辛辣な物言いをし毛嫌いしている。自身の家庭環境に関して少し思うところがあるらしい。
- マテル社のCEO：ウィル・フェレル[9]（内田直哉） - マテル社のトップ。拝金主義的な一面があり、現実世界に来た上に自分たちの座を脅かしかねないバービーを捕まえようとするが、どこか間が抜けている。
- アーロン・ディンキンス：コナー・スウィンデルズ（英語版）（小田柿悠太）
- マテル社のCFO：ジェイミー・デメトリウ（英語版）
- ルース・ハンドラー：リー・パールマン（木村有里） - マテル社の男性従業員に追われていたバービーを助けた謎の老女。実はバービーの生みの親の亡霊。
- ダン : レイ・フィアロン （田所陽向）
- スキッパー : エリカ・フォード （織江珠生）
- ライフガード : ジェームズ・レオン （星祐樹）
- ナレーター：ヘレン・ミレン（榊原良子）

## 公開・プロモーション

### アメリカ合衆国
アメリカ合衆国では2023年7月21日に公開。同年9月22日からは1週間限定でIMAX版も公開する予定。

### 日本
日本では同年8月11日に公開された。
同国での公開に先立ち、同年5月21日に、ももいろクローバーZの佐々木彩夏が日本人アーティスト初となる“バービーとのスペシャルコラボライブ”を横浜アリーナにて開催。バービーの世界観を取り入れたソロコンサートとなり、会場内のモニターには映画『バービー』の予告映像（ティザー）も流れた。
また、当初は同年8月2日にジャパンプレミアを開催し、マーゴット・ロビーやアメリカ・フェレーラなどが出席することを予定していた。しかし、同年7月14日から俳優組合のSAG-AFTRAがストライキを行っている影響で出演者の来日が困難になったとして、配給会社のワーナー ブラザース ジャパンは同月25日に出演者の出席取りやめとジャパンプレミアの内容を一部変更することを発表した。
ジャパンプレミアの開催当日となる同年8月2日には、駐日アメリカ合衆国大使のラーム・エマニュエルや韓国人タレントのアンミカが、同イベントなどの画像とともに、プロモーションのツイートを発信した。
公共放送である日本放送協会（NHK）は、国内でまだ映画上映期間中であった2023年9月に「バーベンハイマー」で炎上した本作の別のところにあった思いは多様性であったという報道を玩具メーカー「マテル」のブランド担当役員への取材を交えて行った。
ホームメディアについては2023年10月25日からデジタル配信が先行する形でセル配信の販売を開始した。レンタル並びにディスクによる販売については同年11月22日から開始した。
映画賞レースの大本命となっていることを受けて、2024年2月2日から一部の映画館で再上映を行うことを同年1月19日に発表した。

## 興行収入

### 世界
2023年8月6日、ワーナー・ブラザーズは本作品の全世界興行収入が10億ドル（日本円で約1400億円）を突破したことを発表した。2023年に製作された映画の中で10億ドルを突破したのは同年4月に公開された『ザ・スーパーマリオブラザーズ・ムービー』（ユニバーサル・ピクチャーズ配給）に次いで2作品目となる。
これまで女性監督が手掛けた単独作品ではパティ・ジェンキンスが監督を務め、本作品と同じくワーナーが配給した『ワンダーウーマン』が持っていた記録（8億2180万ドル）を抜いて史上最高記録となった。
また、ワーナー作品で公開開始から約3週間で10億ドルに到達するのはハリー・ポッターシリーズを含む全作品の中で最速となった。
2023年8月30日、コムスコアは本作品の全世界興行収入が同月28日の時点で13億4185万4460ドル（約1960億円）になったと発表。『ハリー・ポッターと死の秘宝 PART2』の76万7505ドルを抜いてワーナー配給作品史上最高額を更新した。
2023年9月3日、ワーナーは同日時点での世界興行収入が13億8100万9254ドル（約2020億円）に達したと発表。これにより、これまで1位となっていた『ザ・スーパーマリオブラザーズ・ムービー』の13億5975万4799ドルを抜いて、2023年に公開された映画の中で最も興行収入を獲得した作品になった。
CNNによると、海外市場が本作品の成功をアシストしていると2023年8月に報じており、イギリスやメキシコ、オーストラリア、中華人民共和国などで好調が続いているとしている。

### 北米
2023年8月15日、北米での興行収入が5億3,739万865ドル（約752億円）となり、2008年にクリストファー・ノーランが監督を務めた『ダークナイト』（5億3,498万7,076ドル、約749億円）を抜いて、ワーナー・ブラザースが配給した全作品の中で最高記録を樹立したことを発表した。
2023年8月23日、北米での興行収入が5億7540万ドル（約841億円）となり、『ザ・スーパーマリオブラザーズ・ムービー』の興行収入（5億7400万ドル）を抜いて、北米地域で2023年に公開した映画の中で最大のヒット作になった。
映画市場調査会社のThe Quorumはバーベンハイマー（後述）などの社会現象により、普段は映画館に足を運ばないライト層が牽引していると分析している。

### 日本
ワーナー ブラザース ジャパンによると、公開直後の週末3日間（2023年8月11日から同月13日）の興行収入は1億9093万9600円だったことを2023年8月14日に明らかにした。

## 作品の評価
本作は批評家と観客の双方から高く評価されている。映画批評集積サイトのRotten Tomatoesには474件のレビューがあり、批評家支持率は88%、平均点は10点満点で7.9点となっている。観客支持率は83%、平均点は5点満点で4.2点となっている。サイト側による批評家の見解の要約は「『バービー』は目が眩むほど魅力的なコメディだ。そのメタユーモアは破壊的とも言えるストーリーテリングによって巧みに補完されている」となっている。また、Metacriticには67件のレビューがあり、加重平均値は80/100となっている。

### 続編
続編について、本作品でプロデューサー兼主演を担当したマーゴット・ロビーは2023年11月に行われたAP通信とのインタビューにおいて、「すでに全ての要素を詰め込んだと思う。3部作とかを狙った訳ではない。グレタ監督はこの映画で全てをやり尽くしたし、この続きは想像できない」と否定的なコメントを述べている。
その一方でワーナー・ブラザース・ピクチャーズ・グループ共同代表のパメラ・アブディは英国放送協会（BBC）とのインタビューの際にガーウィグ次第とはなるが、「潜在的なテーマ」を見つけることが出来れば、続編の製作もあり得ると語っている。

## 関連ミーム・批判など

### バーベンハイマー
アメリカ合衆国では本作品と同日（2023年7月21日）に公開された『オッペンハイマー』（ユニバーサル・ピクチャーズ配給）と一緒に鑑賞する者が多いと報じられており、インターネット上では両方の映画のタイトルを合わせた「Barbenheimer（バーベンハイマー）」という造語（インターネット・ミーム）も誕生した。
しかし、この社会現象に乗じたファンがSNSにて原子爆弾やキノコ雲などを融合させた合成画像を相次いで投稿し、アメリカ合衆国のX（旧:Twitter）公式アカウントが「It's going to be a summer to remember（思い出に残る夏になる）」などと絵文字付きで返信したことから、日本のユーザーから批判される事態となった。これを受けて、日本国内の配給を担当しているワーナー ブラザース ジャパンは2023年7月31日に「極めて遺憾なものと考えており、この事態を重く受け止め、アメリカ本社に然るべき対応を求めています」との声明を発表した。
2023年8月1日（現地時間7月31日）、アメリカ合衆国のワーナー・ブラザースは全世界のプレス向けに声明を発表し、「ワーナー・ブラザースは、先の配慮に欠けたソーシャルメディアへの投稿を遺憾に思っております。スタジオとして心より深くお詫び申し上げます」と謝罪。日本のメディアに対しては、同年8月1日に行われた本作監督のグレタ・ガーウィグ来日取材の現場に来ていた記者に対し、紙面で配布された。問題となった投稿も削除された。ただし、この発表はXや公式サイトで行われたものではなく、話題になった投稿以外の合成画像への反応の投稿に関しては数日間削除されなかった。
本作監督のグレタ・ガーウィグはジャパンプレミアでの来日に際して行われたインタビューで本件に対し、「ワーナー・ブラザースが謝罪したことは、私にとって非常に重要なことです。発表がなされたことは、とても重要なことだと考えています」とコメントした。
また、本作プロデューサーのデイビッド・ヘイマンはインタビューで本件に対し、「グレタ・ガーウィグ監督と私は共通して、ワーナーが会社として謝罪することが重要だと考えていました。映画そのものに関しては、普遍的なストーリーとして、いろいろな多様性のある人々がそれぞれの違いを受け入れるというものなのに、日本を含め世界でこうした形で話題になってしまったことを残念に思っています」とコメントした。
ワーナー・ブラザース・ディスカバリーの幹部でアジア・西太平洋地域の事業責任者を務めているジェームズ・ギボンズは2023年8月8日に行われた日本経済新聞との取材において、「SNS上で起きた無神経な事件への関与を遺憾に思う」と述べ、謝罪した一方で「なぜ今回の問題が起きたと考えるか」という質問には回答しなかった。

### 上映禁止・検閲
ベトナムでは2023年7月21日に本作品の公開が予定されていたが、同国での上映が急遽取り止めになった事が同月3日に報じられた。ベトナムの国営メディアによると、作中において、中国が一方的に主張している境界線「九段線」を示した地図が登場するシーンがあるため、同国政府が本作品の上映禁止を指示したとしている。これを受けて、本作品の配給をしたワーナー・ブラザースは「何らかの主張を意図したものではない」との声明を出す事態になった。
フィリピンでは2023年7月19日から本作品の公開を予定しているが、ベトナムと同様に九段線が描かれているとされる地図にぼかしの修正を入れるようにワーナーに要請したと同月12日に報じられた。
中東では当初2023年7月19日に予定していた公開日を同年8月31日に延期した。エンターテイメント専門誌のバラエティによると、検閲当局からLGBTQ関連のナレーションや台詞などを編集するように求められているとされており、ワーナーは再編集に取り組んでいるものの、該当シーンをカットする見込みは低いとされている。このため、これらの地域で公開中止の可能性が高いと報じており、実際にレバノンやクウェートでは政府が本作品の上映禁止を要請したことが発表されている。その一方でサウジアラビアとアラブ首長国連邦では同月10日に公開された。
アルジェリアでは2023年7月19日から本作品が上映されていたが、同年8月に突如上映中止になった。上映中止の理由について、同国政府はコメントしていないが、同国メディアは「道徳に反しているため」と報じている。

## 本作に影響を与えた作品
ファッション雑誌VOGUEのインタビューにて、グレタ・ガーウィグ監督が子供の頃に読んでいた1994年のベストセラー本『オフェリアの生還: 傷ついた少女たちはいかにして救われたか?（英語: Reviving Ophelia）』から物語の着想を得たことを明かした。
また、映画批評サイトLetterboxdのインタビューにて、グレタ・ガーウィグ監督が『バービー』を製作するうえで影響があった33本の映画を紹介した。以下がそのリストである。
- 『オズの魔法使』（1939年）
- 『シェルブールの雨傘』（1964年）
- 『ロシュフォールの恋人たち』（1967年）
- 『モデル・ショップ（英語: Model Shop）』（1969年）
- 『巴里のアメリカ人』（1951年）
- 『雨に唄えば』（1952）
- 『赤い靴』（1948年）
- 『天国への階段』（1946年）
- 『オール・ザット・ジャズ』（1979年）
- 『天国は待ってくれる』（1943年）
- 『オクラホマ!』（1955年）
- 『神経衰弱ぎりぎりの女たち』（1988年）
- 『2001年宇宙の旅』（1968年）
- 『ヒズ・ガール・フライデー』（1940年）
- 『フィラデルフィア物語』（1940年）
- 『ゴールド・ディガース36年』（1935年）
- 『特急二十世紀』（1934年）
- 『底抜けもててもてて』（1961年）
- 『裏窓』（1954年）
- 『そして船は行く（英語: E LA NAVE VA）』（1983年）
- 『ベルリン・天使の詩』（1987年）
- 『たそがれの女心』（1953年）
- 『未知との遭遇』（1977年）
- 『モダン・タイムス』（1936年）
- 『ピーウィーの大冒険』（1985年）
- 『グリース』（1978年）
- 『トゥルーマン・ショー』（1998年）
- 『ぼくの伯父さん』（1958年）
- 『プレイタイム』（1967年)
- 『スプラッシュ』（1984年）
- 『サタデー・ナイト・フィーバー』（1977年）
- 『ビー・ジーズ 栄光の軌跡（英語: The Bee Gees: How Can You Mend a Broken Heart）』(2020)
- 『ゴッドファーザー』（1972年）